# Dressed to Kill (1980)
Dressed to Kill ist ein US-amerikanischer Psychothriller des Regisseurs Brian De Palma aus dem Jahr 1980. De Palma erweist mit diesem Spielfilm seinem Vorbild Alfred Hitchcock seine Reverenz.

## Handlung
Die sexuell frustrierte Hausfrau und Mutter Kate Miller sucht in New York  ihren Psychiater Dr. Robert Elliott auf, um mit ihm über ihr unausgefülltes Liebesleben zu reden. Bald darauf trifft sie einen unbekannten Mann bei einem Besuch im Metropolitan Museum of Art. Anschließend folgt sie dem Mann und schläft mit ihm in seiner Wohnung. Beim Verlassen des Hauses wird sie im Lift brutal mit einem Rasiermesser ermordet. Die Prostituierte Liz Blake wird zufällig Zeugin des Mordes: Sie sieht eine blonde Frau vom Tatort flüchten.
Die Polizei glaubt ihr nicht und verdächtigt Liz selbst, da sie die Tatwaffe aufgehoben hat und sich an dieser nunmehr ihre Fingerabdrücke befinden. Liz wendet sich an Dr. Elliott, da sie eine Verbindung zwischen seiner Praxis und der Mörderin vermutet. Schließlich wird sie selbst von dieser Frau gejagt, doch mit Hilfe von Peter, dem Sohn der Ermordeten, kann sie sich retten.
Inzwischen erhält Dr. Elliott eine merkwürdige Nachricht von Bobbi, einem transgeschlechtlichen Patienten, auf seinem Anrufbeantworter. Dr. Elliott soll Bobbi dabei helfen, durch eine Geschlechtsangleichung eine Frau zu werden. Elliott geht daraufhin zum Psychiater Dr. Levy, bei dem Bobbi jetzt in Behandlung ist und sagt diesem, dass er überzeugt sei, dass Bobbi die Mörderin von Kate ist und sie aufgehalten werden müsse.
Liz besucht Dr. Elliott wieder, weil sie an die Adresse von Bobbi kommen will. Durch einen kleinen Striptease kann sie ihn lange genug ablenken, um Zugang zur Patientenkartei zu bekommen. Peter wartet indessen draußen am Fenster. Als Liz ins Sprechzimmer zurückkommt, ist plötzlich die blonde Frau mit dem Rasiermesser hinter ihr. Eine plötzlich auftauchende Polizistin drückt Peter zur Seite und kann die Mörderin durch das Fenster mit einem Pistolenschuss unschädlich machen. Eine Perücke fällt von deren Kopf und Dr. Elliott kommt zum Vorschein. Dr. Levy erklärt später Liz, dass Dr. Elliott die Transperson ist, die sich hinter der blonden Frau verbarg. Immer wenn Dr. Elliott sexuell erregt wurde, „übernahm“ sein weibliches, aber auch instabiles Alter Ego Bobbi die Kontrolle und betrachtete die Bezugsperson als Gefahr, die aufgrund der Instabilität von Bobbi vernichtet werden musste, und das war in diesem Fall Kate Miller. Die Situation entstand, weil Bobbi eine Geschlechtsangleichung wollte, Elliot wegen seiner starken maskulinen Seite es aber nicht zuließ. So wurde Bobbi schließlich mörderisch. Als Dr. Levy nach seinem letzten Gespräch mit Elliott die Zusammenhänge klar wurden, alarmierte er die Polizei, die rechtzeitig eingreifen konnte.
Elliott landet schließlich wegen seiner dissoziativen Identitätsstörung in einer Nervenheilanstalt. Kurz darauf entkommt er und greift als Bobbi Liz in ihrem Badezimmer mit einem Rasiermesser an. Liz wacht schreiend auf – der Angriff war nur ein Albtraum.

## Kritiken
„Regisseur Brian De Palma inszenierte einmal mehr in bester Hitchcock-Manier ein packendes und imposantes Psycho-Puzzlespiel zwischen Erotik und Horror mit einem grandiosen Michael Caine als psychopathischer Psychiater.“

„Ein auf teilweise recht plumpe Effekte angelegter, gestalterisch jedoch raffinierter Psychothriller mit immerhin einiger äußerer Spannung.“

„Hitchcock-Fan De Palma macht seinem Vorbild alle Ehre und baut die Spannung sehr geschickt auf. Nebenbei liefert er einen Essay zum Thema Voyeurismus. Wir sehen lauter ‚verbotene‘ Bilder bis hin zu den Sexualfantasien einer reifen Ehefrau. […] Fazit: Raffiniert und eiskalt. Gänsehaut garantiert!“

„‚Dressed To Kill‘ ist „Psycho“ auf Amphetaminen, er nimmt dessen Grundidee und kreiert daraus ein Pulp-Glanzstück, lustvoll oversexed, überdreht, geschmacklos, voller Logikbrüche und Ungereimtheiten. So konzentriert sich de Palma gänzlich auf seine Stärken, eine ganz spezielle filmische Welt zu kreieren und den Zuschauer zunächst in Sicherheit zu wiegen, um ihm dann mit brutaler Härte dessen eigene Unterlegenheit zu demonstrieren.“

## Auszeichnungen
- Nancy Allen wurde 1981 in der Kategorie Beste Nachwuchsdarstellerin für einen Golden Globe sowie in der Kategorie Schlechteste Schauspielerin für eine Goldene Himbeere nominiert.
- Angie Dickinson konnte einen Saturn Award als beste Schauspielerin gewinnen.